# Coupe du monde de marathon de natation 10 km FINA 2010
Navigation
Édition 2009 Édition 2011
L'édition 2010 de la Coupe du monde de marathon de natation 10 km FINA, la 4e, se dispute aux mois de janvier, février, juin, juillet, septembre et octobre.
Les étapes programmées sur les continents sud-américain, nord-américain, asiatique et européen sont au nombre de 8, après l'annulation de celle de Copenhague, prévue le 28 août 2010. 
Cette édition est marquée par le décès tragique du nageur américain Francis Crippen lors de la dernière épreuve disputée à Dubaï, aux Émirats arabes unis, le 23 octobre 2010. 

## Les étapes
| Date              | Lieu      |
| ----------------- | --------- |
| 31 janvier 2010   | Santos    |
| 6 février 2010    | Viedma    |
| 26 juin 2010      | Setúbal   |
| 25 juillet 2010   | Roberval  |
| 25 septembre 2010 | Shantou   |
| 5 octobre 2010    | Hong Kong |
| 9 octobre 2010    | Cancún    |
| 23 octobre 2010   | Dubaï     |

## Notation
Les 10 meilleurs nageurs et les 10 meilleurs nageuses se voient attribuer des points, selon le tableau ci-dessous. Au-delà de la 10e place, 2 points sont attribués à tout nageur et nageuse qui termine l'épreuve. Par ailleurs, les points sont doublés lors de la dernière étape :
| Classement | Points attribués |
| ---------- | ---------------- |
| 1          | 20               |
| 2          | 18               |
| 3          | 16               |
| 4          | 14               |
| 5          | 12               |
| 6          | 10               |
| 7          | 8                |
| 8          | 6                |
| 9          | 4                |
| 10         | 3                |
| >10        | 2                |

## Classement
À l'issue des 4 premières étapes, le classement femmes et le classement hommes s'établissent ainsi : 

### Femmes
| Place | Nom                | Nationalité | Points attribués | Points attribués | Points attribués | Points attribués | Points attribués | Points attribués | Points attribués | Points attribués | Total |
| Place | Nom                | Nationalité | SAN              | VIE              | SET              | ROB              | SHA              | HON              | CAN              | DUB              | Total |
| ----- | ------------------ | ----------- | ---------------- | ---------------- | ---------------- | ---------------- | ---------------- | ---------------- | ---------------- | ---------------- | ----- |
| 1     | Ana Marcela Cunha  | Brésil      | 20               | 14               | 18               | 16               |                  |                  |                  |                  | 68    |
| 2     | Angela Maurer      | Allemagne   | 10               | 20               | 16               | –                |                  |                  |                  |                  | 46    |
| 3     | Linsy Heister      | Pays-Bas    | 12               | 12               | 14               | –                |                  |                  |                  |                  | 38    |
| 3     | Martina Grimaldi   | Italie      | 18               | –                | 20               | –                |                  |                  |                  |                  | 38    |
| 5     | Karla Sitic        | Croatie     | 2                | 18               | 4                | 12               |                  |                  |                  |                  | 36    |
| 6     | Eva Fabian         | États-Unis  | –                | 16               | –                | 18               |                  |                  |                  |                  | 34    |
| 7     | Christine Jennings | États-Unis  | 2                | –                | –                | 20               |                  |                  |                  |                  | 22    |
| 8     | Alice Franco       | Italie      | 16               | –                | –                | –                |                  |                  |                  |                  | 16    |
| 8     | Inha Kotsur        | Azerbaïdjan | –                | 2                | 10               | 4                |                  |                  |                  |                  | 16    |
| 8     | Olha Beresnyeva    | Ukraine     | 6                | –                | 2                | 8                |                  |                  |                  |                  | 16    |

### Hommes
| Place | Nom               | Nationalité    | Points attribués | Points attribués | Points attribués | Points attribués | Points attribués | Points attribués | Points attribués | Points attribués | Total |
| Place | Nom               | Nationalité    | SAN              | VIE              | SET              | ROB              | SHA              | HON              | CAN              | DUB              | Total |
| ----- | ----------------- | -------------- | ---------------- | ---------------- | ---------------- | ---------------- | ---------------- | ---------------- | ---------------- | ---------------- | ----- |
| 1     | Chad Ho           | Afrique du Sud | 18               | 18               | 14               | 16               |                  |                  |                  |                  | 66    |
| 2     | Allan Do Carmo    | Brésil         | 16               | 12               | 2                | 10               |                  |                  |                  |                  | 40    |
| 2     | Francis Crippen   | États-Unis     | –                | 20               | 2                | 18               |                  |                  |                  |                  | 40    |
| 4     | Petar Stoychev    | Bulgarie       | –                | 16               | 18               | 4                |                  |                  |                  |                  | 38    |
| 5     | Sergiy Fesenko    | Azerbaïdjan    | –                | 8                | 16               | 12               |                  |                  |                  |                  | 36    |
| 6     | Michael Dmitriev  | Israël         | 6                | 14               | 10               | –                |                  |                  |                  |                  | 30    |
| 7     | Ievgueni Drattsev | Russie         | 20               | –                | –                | –                |                  |                  |                  |                  | 20    |
| 7     | Thomas Lurz       | Allemagne      | –                | –                | 20               | –                |                  |                  |                  |                  | 20    |
| 7     | Charles Peterson  | États-Unis     | –                | –                | –                | 20               |                  |                  |                  |                  | 20    |

## Résultats

### Étape de Santos
| Rang | Nom               | Pays      | Temps              | Points |
| ---- | ----------------- | --------- | ------------------ | ------ |
| 1    | Ana Marcela Cunha | Brésil    | 2 h 16 min 48 s 64 | 20     |
| 2    | Martina Grimaldi  | Italie    | 2 h 16 min 50 s 93 | 18     |
| 3    | Alice Franco      | Italie    | 2 h 16 min 51 s 83 | 16     |
| 4    | Larisa Ilchenko   | Russie    | 2 h 16 min 52 s 87 | 14     |
| 5    | Linsy Heister     | Pays-Bas  | 2 h 16 min 53 s 27 | 12     |
| 6    | Angela Maurer     | Allemagne | 2 h 16 min 55 s 29 | 10     |
| 7    | Andreina Pinto    | Venezuela | 2 h 16 min 55 s 54 | 8      |
| 8    | Olha Beresnyeva   | Ukraine   | 2 h 16 min 57 s 97 | 6      |
| 9    | Ksenia Popova     | Russie    | 2 h 17 min 0 s 31  | 4      |
| 10   | Annika Traxel     | Allemagne | 2 h 17 min 1 s 90  | 3      |

| Rang | Nom                | Pays           | Temps              | Points |
| ---- | ------------------ | -------------- | ------------------ | ------ |
| 1    | Ievgueni Drattsev  | Russie         | 2 h 14 min 12 s 03 | 20     |
| 2    | Chad Ho            | Afrique du Sud | 2 h 14 min 12 s 44 | 18     |
| 3    | Allan Do Carmo     | Brésil         | 2 h 14 min 13 s 45 | 16     |
| 4    | Vasily Boykov      | Russie         | 2 h 14 min 15 s 03 | 14     |
| 5    | Artem Pdyakov      | Russie         | 2 h 14 min 15 s 32 | 12     |
| 6    | Sergueï Bolchakov  | Russie         | 2 h 14 min 16 s 23 | 10     |
| 7    | Christian Reichert | Allemagne      | 2 h 14 min 17 s 31 | 8      |
| 8    | Michael Dmitriev   | Israël         | 2 h 14 min 21 s 36 | 6      |
| 9    | Simone Ercoli      | Italie         | 2 h 14 min 23 s 46 | 4      |
| 10   | Bertrand Venturi   | France         | 2 h 14 min 24 s 73 | 3      |

### Étape de Viedma
| Rang | Nom                | Pays        | Temps           | Points |
| ---- | ------------------ | ----------- | --------------- | ------ |
| 1    | Angela Maurer      | Allemagne   | 1 h 58 min 34 s | 20     |
| 2    | Karla Sitic        | Croatie     | 1 h 58 min 34 s | 18     |
| 3    | Eva Fabian         | États-Unis  | 1 h 58 min 35 s | 16     |
| 4    | Ana Marcela Cunha  | Brésil      | 1 h 58 min 35 s | 14     |
| 5    | Linsy Heister      | Pays-Bas    | 1 h 58 min 36 s | 12     |
| 6    | Annika Traxel      | Allemagne   | 1 h 58 min 36 s | 10     |
| 7    | Anna Guseva        | Russie      | 1 h 58 min 42 s | 8      |
| 8    | Anastasia Zhidkova | Azerbaïdjan | 1 h 58 min 43 s | 6      |
| 9    | Cecilia Biagioli   | Argentine   | 1 h 58 min 52 s | 4      |
| 10   | Maaike Waaier      | Pays-Bas    | 2 h 1 min 20 s  | 3      |

| Rang | Nom                | Pays           | Temps           | Points |
| ---- | ------------------ | -------------- | --------------- | ------ |
| 1    | Francis Crippen    | États-Unis     | 1 h 50 min 57 s | 20     |
| 2    | Chad Ho            | Afrique du Sud | 1 h 51 min      | 18     |
| 3    | Petar Stoychev     | Bulgarie       | 1 h 51 min 2 s  | 16     |
| 4    | Michael Dimitriev  | Israël         | 1 h 51 min 2 s  | 14     |
| 5    | Allan Do Carmo     | Brésil         | 1 h 51 min 3 s  | 12     |
| 6    | Tom Vangeneudgen   | Belgique       | 1 h 51 min 4 s  | 10     |
| 7    | Sergiy Fesenko     | Azerbaïdjan    | 1 h 51 min 4 s  | 8      |
| 8    | Christian Reichert | Allemagne      | 1 h 51 min 5 s  | 6      |
| 9    | Robin Den Boer     | Pays-Bas       | 1 h 53 min 18 s | 4      |
| 10   | Victor Simoes      | Brésil         | 1 h 53 min 24 s | 3      |

### Étape de Setúbal
| Rang | Nom                            | Pays        | Temps             | Points |
| ---- | ------------------------------ | ----------- | ----------------- | ------ |
| 1    | Martina Grimaldi               | Italie      | 2 h 16 min 31 s 5 | 20     |
| 2    | Ana Marcela Cunha              | Brésil      | 2 h 16 min 31 s 8 | 18     |
| 3    | Angela Maurer                  | Allemagne   | 2 h 16 min 34 s 7 | 16     |
| 4    | Linsy Heister                  | Pays-Bas    | 2 h 16 min 35 s 1 | 14     |
| 5    | Poliana Okimoto                | Brésil      | 2 h 16 min 36 s 4 | 12     |
| 6    | Inha Kotsur                    | Azerbaïdjan | 2 h 18 min 42 s 5 | 10     |
| 7    | Zaira Edith Cárdenas Hernandez | Mexique     | 2 h 18 min 43 s 8 | 8      |
| 8    | Manon Lammens                  | Belgique    | 2 h 18 min 45 s 2 | 6      |
| 9    | Karla Sitic                    | Croatie     | 2 h 18 min 45 s 3 | 4      |
| 10   | Marta Recio                    | Espagne     | 2 h 18 min 45 s 6 | 3      |

| Rang | Nom                    | Pays           | Temps            | Points |
| ---- | ---------------------- | -------------- | ---------------- | ------ |
| 1    | Thomas Lurz            | Allemagne      | 2 h 1 min 5 s 6  | 20     |
| 2    | Petar Stoychev         | Bulgarie       | 2 h 1 min 6 s 6  | 18     |
| 3    | Sergiy Fesenko         | Azerbaïdjan    | 2 h 1 min 12 s 7 | 16     |
| 4    | Chad Ho                | Afrique du Sud | 2 h 1 min 12 s 8 | 14     |
| 5    | Igor Chervynskiy       | Ukraine        | 2 h 1 min 13 s 3 | 12     |
| 6    | Michael Dmitriev       | Israël         | 2 h 1 min 16 s 6 | 10     |
| 7    | Arseniy Lavrentyev     | Portugal       | 2 h 1 min 19 s 7 | 8      |
| 8    | Rodrigo Elorza Vasquez | Mexique        | 2 h 1 min 22 s 5 | 6      |
| 9    | Samuel De Bona         | Brésil         | 2 h 2 min 4 s 5  | 4      |
| 10   | Iván López (en)        | Mexique        | 2 h 2 min 6 s 7  | 3      |

### Étape de Roberval
| Rang | Nom                | Pays        | Temps              | Points |
| ---- | ------------------ | ----------- | ------------------ | ------ |
| 1    | Christine Jennings | États-Unis  | 2 h 9 min 35 s 63  | 20     |
| 2    | Eva Fabian         | États-Unis  | 2 h 9 min 35 s 73  | 18     |
| 3    | Ana Marcela Cunha  | Brésil      | 2 h 9 min 38 s 21  | 16     |
| 4    | Emily Hanson       | États-Unis  | 2 h 9 min 40 s 10  | 14     |
| 5    | Karla Sitic        | Croatie     | 2 h 10 min 9 s 33  | 12     |
| 6    | Jana Pechanova     | Tchéquie    | 2 h 10 min 9 s 57  | 10     |
| 7    | Olha Beresnyeva    | Ukraine     | 2 h 12 min 50 s 60 | 8      |
| 8    | Bonnie MacDonald   | Australie   | 2 h 16 min 1 s 28  | 6      |
| 9    | Inha Kotsur        | Azerbaïdjan | 2 h 19 min 47 s 14 | 4      |
| 10   | Béatrice Pineau    | Canada      | 2 h 20 min 1 s 11  | 3      |

| Rang | Nom                | Pays           | Temps             | Points |
| ---- | ------------------ | -------------- | ----------------- | ------ |
| 1    | Charles Peterson   | États-Unis     | 2 h 5 min 13 s 15 | 20     |
| 2    | Francis Crippen    | États-Unis     | 2 h 5 min 15 s 18 | 18     |
| 3    | Chad Ho            | Afrique du Sud | 2 h 5 min 20 s 70 | 16     |
| 4    | Alex Meyer         | États-Unis     | 2 h 5 min 46 s 63 | 14     |
| 5    | Sergiy Fensenko    | Azerbaïdjan    | 2 h 5 min 54 s 56 | 12     |
| 6    | Allan Do Carmo     | Brésil         | 2 h 5 min 58 s 84 | 10     |
| 7    | Richard Weinberger | Canada         | 2 h 6 min 9 s 16  | 8      |
| 8    | David Browne       | Australie      | 2 h 6 min 9 s 86  | 6      |
| 9    | Petar Stoychev     | Bulgarie       | 2 h 6 min 15 s 76 | 4      |
| 10   | Filipe Alcantara   | Brésil         | 2 h 6 min 51 s 16 | 3      |